# Fabrikgelände Fa. Lindner

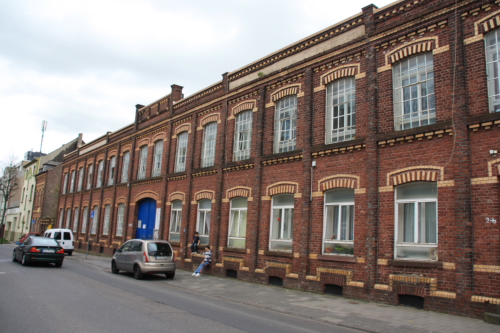
Das Fabrikgebäude in der Friedenstr. 2

Das Fabrikgelände Fa. Lindner befindet sich in Düren in Nordrhein-Westfalen.
Der ehemals papierverarbeitende Betrieb liegt in der Friedenstraße und grenzte an die Binsfelder Straße und die Nörvenicher Straße.
Die ehemalige Briefumschlag-Fabrik „Becker & Funck“, die damals größte und älteste Spezialfabrik für maschinell angefertigte Luxuskarten und Trauerpapierwaren, ging aus der bereits 1886 von Bernhard Lindner gegründeten  Papierwaren-Fabrik „B. Lindner & Cie“ hervor. Im Jahre 1913 gliederte die Firma „Bernh. Lindner & Cie“ sich durch Gründung der Dürener Briefumschlagfabrik Becker, Bongartz und Funck eine reine Umschlagfabrik an, deren Erzeugnisse sich auf alle Sorten Umschläge erstreckte und auf englischen Maschinen gefertigt wurden.
Die Firma meldete bei rund 60 Mitarbeiter am 4. Juli 1984 Konkurs an und wurde geschlossen.
Das dazugehörende Wohnhaus siehe unter Denkmal Nr. 1/119b.
Das Fabrikgelände wird heute als Wohnhaus, Bürgerhaus und für Kleingewerbe genutzt.
Das Bauwerk ist unter Nr. 1/019 in die Denkmalliste der Stadt Düren eingetragen.

## Einzelnachweise

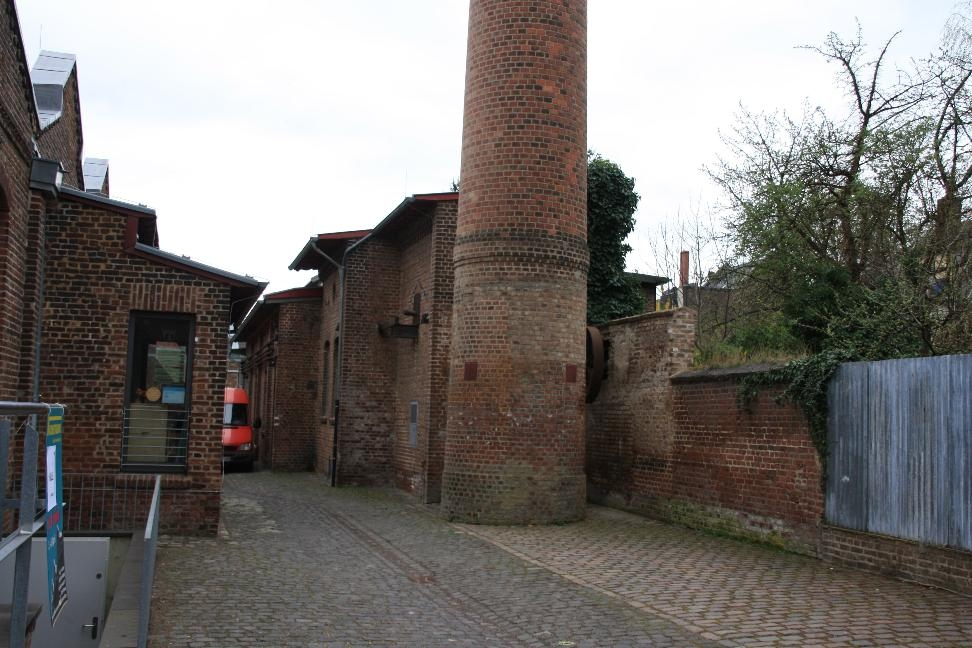
Das Maschinenhaus und der Rundschornstein
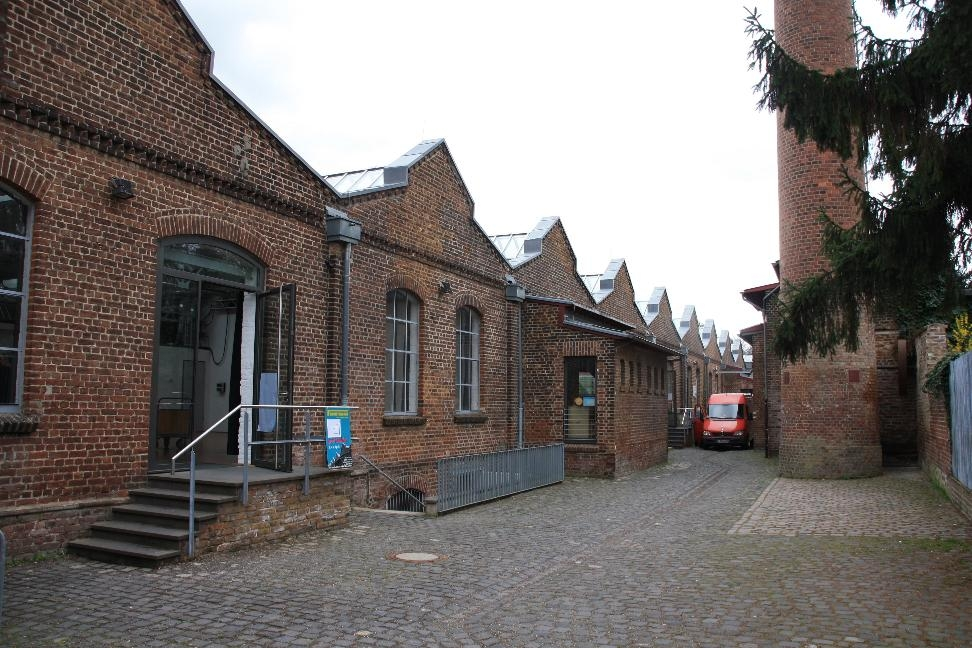
Die ehem. Produktionshallen